# Jauja (película de 2014)
Jauja es una película dramática histórica argentina de 2014 coproducida internacionalmente, coescrita y dirigida por Lisandro Alonso, protagonizada por Viggo Mortensen. Compitió en la sección Un Certain Regard del Festival de Cine de Cannes de 2014, donde ganó el Premio FIPRESCI.

## Trama
En la década de 1880, el capitán danés Gunnar Dinesen se encuentra en Argentina con su hija adolescente Ingeborg, que le pregunta si puede tener un perro que la siga a todas partes. Dinesen recibe una proposición del teniente Pittaluga, que le pide permiso para llevar a Inge a un baile a cambio de uno de sus caballos. En un torpe español, Dinesen se niega, afirmando que Inge es su hija. Cuando Dinesen advierte a Inge de que a Pittaluga le gustan demasiado las jovencitas y que no debe acercarse a él, ella le pregunta por qué lo haría.
Sin que su padre lo sepa, Inge ya mantiene una relación con un joven soldado llamado Corto. Corto cuenta a Pittaluga y Dinesen los rumores de que Zuluaga, un oficial que desapareció inexplicablemente en el desierto, lidera un grupo de bandidos y lleva un vestido de mujer. Los hombres le dicen a Corto que vaya al desierto y les traiga algo tangible como prueba de que Zuluaga sigue vivo.
Durante la noche, Inge y Corto huyen juntos. Aunque Pittaluga se ofrece a recuperar a Inge, Dinesen insiste en ir solo. Se adentra en el desierto y encuentra a un hombre herido de muerte que susurra el nombre de Zuluaga. Más tarde encuentra al moribundo Corto, degollado, y le exige el paradero de su hija. Dejando a un lado su rifle y su sombrero, Dinesen, revólver en mano, va a investigar un sonido sospechoso. Mientras el angustiado Dinesen investiga la zona cerca del indefenso Corto, uno de los nativos le roba el sombrero y el rifle. Dinesen regresa junto al cuerpo de Corto y termina el trabajo de matar a Corto con su espada. El nativo dispara un tiro a Dinesen con el rifle y luego se aleja a caballo, y Dinesen se ve obligado a continuar a pie por el inhóspito desierto. Impulsado en la búsqueda de su hija, continúa en la dirección que tomó el indígena.
Mientras Dinesen deambula por el desierto, ve a un perro que le lleva primero a un soldado de juguete que Corto había regalado a Inge y luego a una anciana que habla danés y vive en una cueva. Le cuenta que su marido murió por la mordedura de una serpiente. El capitán Dinesen le dice a la mujer que está buscando a su hija y, a medida que se desarrolla la conversación, se va revelando que la mujer es su hija. Ella le dice que vuelva cuando quiera y él se adentra de nuevo en el desierto.
En la actualidad, una joven despierta en una mansión de Dinamarca y va a ver a sus perros. Está angustiada porque uno de los perros se rasca el pelo y el cuidador le dice que es porque está nervioso y perplejo por sus largas ausencias. La niña saca al perro a pasear por el bosque que rodea su casa y encuentra un soldadito de juguete en el suelo. Lo recoge y, al oír un ruido de su perro, va a buscarlo. Ingeborg sólo encuentra ondas que se extienden por un estanque y ninguna señal del perro, por lo que arroja el soldado de juguete al estanque.

## Reparto
- Viggo Mortensen como Gunnar Dinesen
- Ghita Nørby como mujer en cueva
- Viilbjørk Malling Agger como Ingeborg Dinesen
- Adrián Fondari como Teniente Pittaluga
- Esteban Bigliardi como Ángel Milkibar
- Brian Patterson como hombre perro

## Estreno
Jauja se proyectó en la sección Un Certain Regard del Festival de Cine de Cannes de 2014 el 18 de mayo de 2014.
Fue estrenada en cines argentinos on 27 de noviembre de 2014.
En el Reino Unido, se proyectó en el Festival de Cine One World de Gales en marzo de 2015.

## Recepción
Jauja recibió críticas positivas de los críticos. En Rotten Tomatoes, la película obtuvo un promedio de aprobación del 89%, basada en 70 reseñas, con una calificación media de 7.3/10. El consenso crítico del sitio dice: "Jauja resultará inquietante para aquellos atraídos por su ritmo deliberado y sus hermosas imágenes, aunque puede poner a prueba la paciencia de algunos espectadores". En Metacritic, la película tiene una puntuación de 77 sobre 100, según 19 críticos, lo que indica "críticas generalmente favorables".